# Pau-mulato
O pau-mulato (Calycophyllum spruceanum (Benth.) K. Schum.), também chamado mulateiro, é uma planta da família Rubiaceae, própria das várzeas do Rio Amazonas, na América do Sul. É uma árvore de crescimento lento, que pode atingir 15-40 metros de altura e 4-5 metros de diâmetro, com copa colunar. As folhas são grandes e semicaducas.
A floração produz flores brancas entre maio e junho. O tronco é retilíneo, com a casca lisa e brilhante, de cor bronzeada. É uma planta de difícil reprodução.
Popularmente conhecida como mulateiro, extratos de sua casca atualmente vem sendo utilizado para composição de cosméticos, essa espécie é frequentemente receitada na etnomedicina como cicatrizante e rejuvenescedor, além de ser usada no controle de manchas de pele.

## Uso étnico e medicinal
Periodicamente a árvore troca sua casca e assim possivelmente evita líquens, fungos, epífitas e lianas, essa ação e a presença de compostos bioquímicos antimicrobianos é o que impede tal colonização por agentes externos patogênicos. Observe-se que na medicina popular a casca seca também é usada para tratar fungos e bactérias na pele. Usado também tratamento de feridas para infecções oculares humanas e outras afecções 
Na revisão feita por Santos et.al.  em alguns países da América do Sul (Peru, Paraguai, Colômbia), incluindo o Brasil, quanto a aspectos etnofarmacológicos o uso medicinal destina-se ao tratamento de afecções da pele e mucosas, manchas ou máculas, celulite, "sarna negra" causada pelo Demodex canis e outras infecções parasitárias da pele, além de retardo do envelhecimento (não referido se apenas da pele). 
Um estudo realizado para produzir evidências dos efeitos benéficos de C. spruceanum na promoção da longevidade e na modulação de marcadores relacionados à idade (atividade antioxidante) em experimentação com o nematódeo Caenorhabditis elegans relacionou a extensão da vida útil destes, obtida, aos mecanismos moleculares desencadeados pelo extrato para realizar  atividades biológicas associada a uma maior resistência contra o estresse oxidativo além da atenuação de outros marcadores de envelhecimento que devem ser melhor estudados. 
Esse mesmo artigo pesquisas sobre a etnomedicina dos Ese Ejja da Bolívia e dos Shipibo-conibo, peruanos que utilizam cataplasmas de cascas do caule para tratar feridas na pele infecções fúngicas  o que reforça estudos anteriores aqui citados.